# Malovaný lis
Malovaný lis (Červený lis, Měchurova, Valentinum) je zaniklá usedlost v Praze 8-Libni. Stála v místě mimoúrovňové křižovatky Vychovatelna.

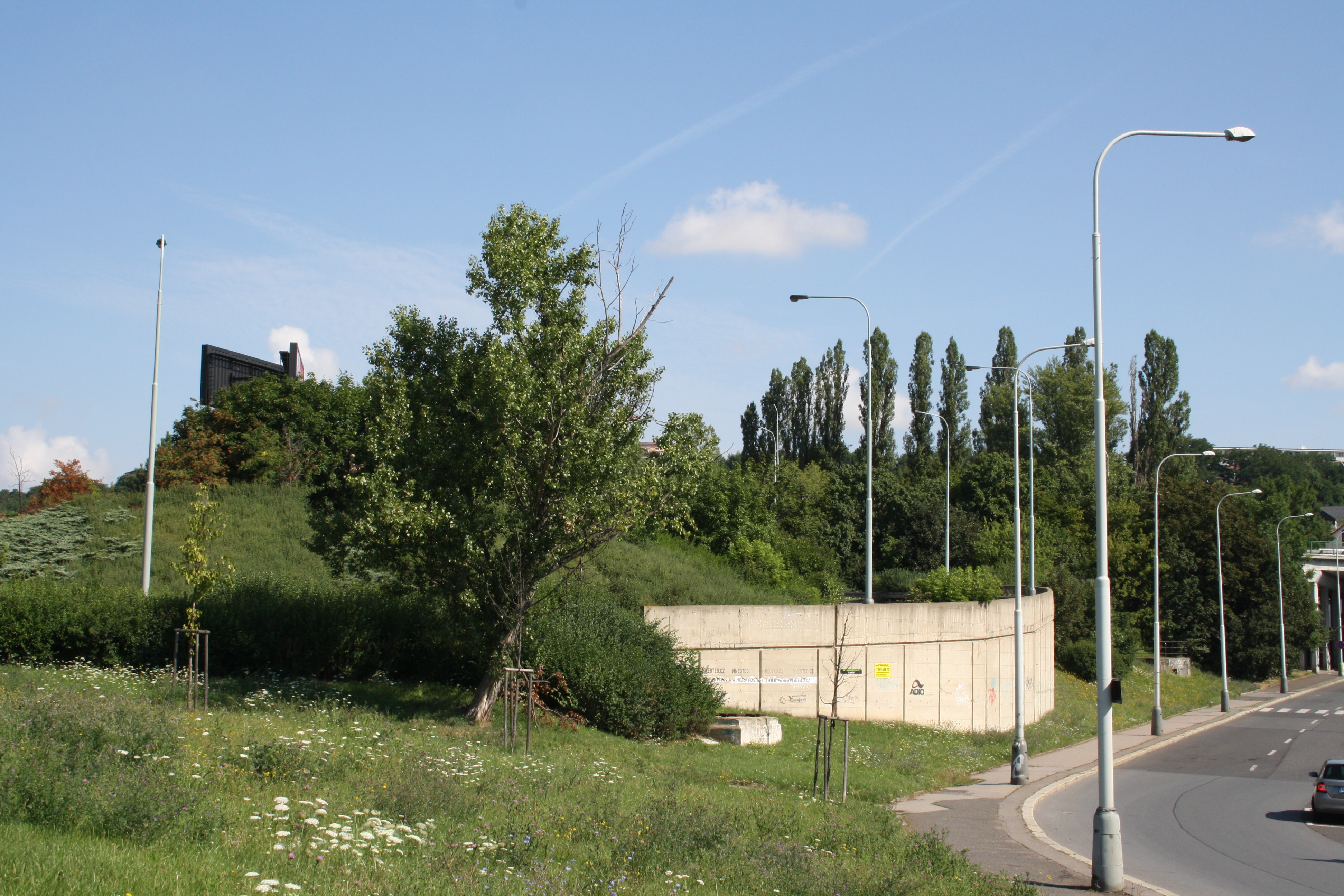
Sjezd z magistrály do Zenklovy ulice, pohled od Náměstí Na Stráži; přibžně v těchto místech stála usedlost

## Historie
Vinice s usedlostí se původně jmenovala Červený lis a její historie sahá až do roku 1526. Tehdy byl jejím majitelem Jan Hlavsa z Liboslavě, který v Praze založil významný patricijský rod. Původně chudý žák a posléze kantor se stal písařem, brzy zbohatl a v držení měl pražské domy U mouřenínů a U železných dveří. Predikát z Liboslavě obdržel roku 1515 a o tři roky později jmenování hofrychtéřem královských měst.
V 19. století vlastnil usedlost s pozemky Jan Měchura, advokát a velkostatkář, od roku 1827 tchán Františka Palackého. Měchura držel také nedalekou Kopytářku a vinice Červený lis byla po něm nějaký čas nazývána Měchurova. Právě zde často pobývala na letním bytě jeho dcera Tereza provdaná za Palackého.
Na konci 19. století byla usedlost v majetku Hermíny Loukotové. Nedlouho poté roku 1908 koupil pozemky s budovami Spolek pro blaho epileptiků. Ústav pro nemocné "Valentinum" zde vybudoval a vedl lékař Antonín Heveroch, který se v něm staral o asi padesát pacientů.

### Po roce 1945
Po skončení 2. světové války tu nějaký čas bývala obvodní vojenská správa. Roku 1978 byly budovy zbořeny a pozemky zabrány pro výstavbu mimoúrovňové křižovatky Zenklova - Liberecká.